# The Beat
The Beat (también conocidos en Estados Unidos como The English Beat) es una banda británica de ska/new wave formada en Birmingham en 1978. Las letras de sus canciones suelen tratar sobre el amor, la amistad y temas sociopolíticos. A principio de los años ochenta lanzaron tres álbumes de estudio, y, tras separarse en 1983, se reunieron en 2003. A mediados de 2014, el líder de la versión estadounidense de la banda, Dave Wakeling, anunció que lanzarían un nuevo álbum de estudio titulado Here We Go Love en 2015. Dicho álbum, el cuarto de The Beat, está siendo financiado a través de la página web PledgeMusic, en la cual los fanáticos pueden donar dinero a la banda.

## Miembros

### Miembros actuales
| - Dave Wakeling - lead vocals, guitar - Rhythmm Epkins - drums, vocals - Matt Morrish - saxophone, vocals - Kevin Lum - keyboards, vocals - Larry Young - bass, vocals | - Ranking Roger - lead vocals, toaster - Ranking Junior - vocals, toaster - Fuzz Townshend - drums - Steve Harper - guitar - Matt Godwin - saxophone - Andy Pearson - bass |

## Discografía

### Álbumes de estudio
| 1980                                                                | I Just Can't Stop It - Edición: mayo - Discográfica: Go Feet/Sire           | 3  | 30 | 30 | —  | 142 | (cert. BPI) |
| 1981                                                                | Wha'ppen? - Edición: junio - Discográfica: Go Feet/Sire                     | 3  | 20 | —  | 28 | 126 | (cert. BPI) |
| 1982                                                                | Special Beat Service - Edición: desconocida - Discográficas: Go Feet, I.R.S | 21 | 50 | —  | —  | 39  |             |
| "—" denota que no entró en las listas o no fue lanzado en ese país. |                                                                             |    |    |    |    |     |             |